# HD 4313 b
HD 4313 b هو كوكب خارج المجموعة الشمسية مؤكد يقع على بعد 447 سنة ضوئية تقريباً في كوكبة الحوت أكتشف في 17 مارس 2010 باستخدام مطيافة دوبلر (السرعة الشعاعية) حول النجم HD 4313.
HD 4313 b كوكب عملاق كتلتة تعادل نحو 2.3 (± 0.2) كتلة مشترية ويكمل مدارة حول النجم المستضيف خلال 	356 يوم تقريباً في مدار يبعد عن النجم 1.19 (± 0.03) وحدة فلكية.